# Cristina Patelli
Cristina Patelli, née le 16 septembre 1973 à Turin (Italie), est une femme politique italienne.

## Biographie
Cristina Patelli naît le 16 septembre 1973 à Turin. Elle déménage à Ronco Biellese après son mariage, où elle est élue conseillère municipale en 2014. Opposée à l’arrivée de réfugiés dans le centre d’accueil de la ville, elle contacte plusieurs partis politiques et ne reçoit une réponse positive que de la Ligue, à laquelle elle adhère par la suite. Elle est surnommée « la pasionaria » pour son engagement contre le centre,. Celui-ci ferme en 2018.
Patelli est candidate de la Ligue lors des élections générales de 2018, et est élue députée de la XVIIIe législature,.